# Довгоноса акула атлантична
Довгоноса акула атлантична (Rhizoprionodon terraenovae) — акула з роду Довгоноса акула родини сірі акули. Інші назви «ньюфаундлендська акула», «біла гостроноса акула», «акула-пенсне».

## Опис
Загальна довжина досягає 1,2 м. Середні розміри досягають 1 м. Голова середнього розміру. Морда надзвичайно довга (до 4% довжини тіла) та дуже вузька. Очі великі, круглі, з мигательною перетинкою. Бризкальця відсутні. Губні борозни чітко виражені, доволі довгі. Рот доволі великий. На обох щелепах розташовано по 24-25 робочих зубів. Зуби на обох щелепах переважно однакового розміру й форми. Вони трикутні, з широкою основою, боковим нахилом до кутів рота. У неї 5 пар зябрових щілин. Тулуб стрункий, обтічний. Шкіряна луска дрібна, овальна, розташована щільно, з 3-5 хребцями, що завершуються зубчиками. Грудні плавці невеликі та широкі, з увігнутою задньою крайкою. Мають 2 спинних плавця, з яких передній значно перевершує задній. Передній спинний плавець трикутної форми, розташований між грудними і черевними плавцями. задній спинний плавець — позаду анального. Хвостовий гетероцеркальний, з більш розвиненою верхньою лопаттю.
Забарвлення спини коливається від сірого до сіро-оливкового, синього або коричневого кольору. Черево має біле забарвлення. Іноді з боків дорослих особин присутні білі плями. Крайки та кінчики спинних й хвостового плавців мають темні кольори, грудні та черевні плавці — світлі.

## Спосіб життя
Влітку та навесні тримається глибин до 10 м. Здійснює сезонні міграції: взимку пересувається на глибину до 200 м або у теплі води. Здатні утворювати великі зграйні скупчення, переважно з представниками однієї статі. Зустрічається у затоках та гирлах річок. Живиться вуграми, оселедцевими, наполеонами, спинорогами, камбалами, креветками, крабами, молюсками, морськими червами.
Статева зрілість настає у віці 2-3 років та розмірах 80-85 см. Це живородна акула. Парування відбування у травні-червні. Вагітність триває 10-11 місяців. Самиці народжують від 1 до 7, зазвичай 4-7, акуленят завдовжки 29-37 см.
Є об'єктом промислового вилову. М'ясо продається у свіжому, замороженому, сушеному та соленому вигляді.

## Розповсюдження
Мешкає від провінції Нью-Брансвік (Канада) до південних районів Мексиканської затоки. Інколи зустрічається у північних водах Бразилії.